# Ангорська битва (1402)

Розташування військ

Анго́рська би́тва 1402 — битва біля Ангори (сучасна Анкара), що проходила 20 липня 1402 року між османським військом султана Баязіда І та монгольським військом самаркандського еміра Тимура. Ударивши по флангах і ввівши в бій резерви, Тимур оточив і розгромив турецьке військо, після чого захопив і пограбував Малу Азію.

## Передумови
Конфлікт між двома правителями назрівав давно. Султан Баязід I був одним із наймогутніших лідерів свого часу. Османська імперія під його керівництвом розширилася на більшу частину Балкан та Малої Азії. Тамерлан, який правив понад 35 років, встиг створити величезну імперію. Її кордони простиралися від півночі Індії до Східної Анатолії, повновладним господарем якої, до речі, і був Баязід. Вже з цього зрозуміло, що протистояння було неминучим і залишалося лише питанням часу.
Прискорило розвиток подій те, що, розширюючи свої володіння у західному напрямку, Тамерлан розгромив тюркську державу Кара-Коюнлу. Його правитель, Кара Юсуф, сховався на території Османської імперії і почав змовлятися з Баязідом про спільне протистояння розширенню імперії Тамерлана. Знаючи про це, той зажадав у Баязіда видачі "гостя", але султан відмовив, що стало приводом для початку військового походу Тимура у межі Малої Азії.
У травні 1402 року Тимур розпочав вторгнення в Османську імперію. Його війська зайняли турецькі фортеці Кемах та Сівас. Тут до Тимура прибули для переговорів посли Баязіда. У присутності послів Тимур зробив огляд своїм військам, чисельність яких сягала 140 тисяч чоловік. Основну частину армії Тимура становила кіннота. Вигляд величезної армії справив гнітюче враження на послів. Баязід зумів виставити проти Тимура вдвічі меншу армію. Побоюючись відкритої битви, султан розташував свої війська в гірсько-лесовій місцевості на північ від Ангори. Тимур обложив Ангору і в липні 1402 року хитромудрими маневрами виманив Баязіда на рівнину.

## Хід битви
Щойно турки спустилися з гір, Тимур зняв облогу Ангори і, зробивши невеликий перехід, опинився на шляху руху військ Баязіда. Тимур знав, що султан давно не видавав платні, через  що у його військах було багато невдоволених, особливо серед анатолійських беїв. Він послав шпигунів до беїв, намагаючись схилити їх на свій бік.
Баязід побудував армію тилом до гір із шляхами відступу на флангах. Прагнучи посилити центр армії, султан послабив фланги. Лівий фланг турецьких військ складали серби під командуванням Стефана Лазаревича. На правому фланзі розташувалися загони анатолійських беїв. Тимур, навпаки, мав сильні фланги та потужний резерв із 30 полків добірних військ.
Бій зав'язала легка кіннота, а потім авангард правого крила армії Тимура, який очолював його онук Абу Бакр-мирза безуспішно атакував нечисленних сербських лицарів. Тимур кинув у бій усі сили свого правого крила, очолювані його сином та батьком Абу-Бакра Міран-шахом, але серби продовжували чинити опір. Авангард лівого крила одразу мав успіх, загони анатолійських беїв та 18 тисяч найманців-татар перейшли на бік супротивника. Після цього Тимур ввів у бій частину другої лінії, намагаючись відрізати сербів від головних сил, але їм вдалося прорватися та з'єднатися з рештою армії Баязіда.
Розгромивши фланги, Тимур кинув в атаку резерв та оточив головні сили турків. Перевага військ Тимура була переважною. Яничари були перебиті, а самого Баязіда було захоплено в полон.

## Наслідки
Битва стала катастрофою для імперії Османів. Турки втратили від 20 до 40 тис. воїнів, у тому числі багато досвідчених командирів та офіцерів. Султан Баязід помер у полоні в місті Акшехир 8 березня 1403 р. Навколо його смерті досі багато суперечок та загадок. Одні вважають, що він помер через психічне виснаження, викликане перебуванням у полоні, інші — що він помер від прогресуючого ревматизму, бронхіту та малярії, треті ж припускають, що Баязід отруївся.
Через поразку в Ангорській битві над державою Османів нависла загроза розпаду. Почалася громадянська війна, що тривала 11 років. Три сини Баязіда — Емір Сулейман, Муса Челебі та Мехмед Челебі — боролися один з одним за трон. Переможцем виявився Мехмед Челебі — він знову об'єднав Османську імперію, і в 1413 період міжцарства завершився.